# 西口茂男
西口 茂男（にしぐち しげお、1929年（昭和4年） - 2017年（平成29年）9月12日）は、日本のヤクザ。指定暴力団・住吉会総裁。

## 略歴
- 昭和20年代
  - 戦後間もなくして芝浦の住吉一家向後平（向後初代）の若者となる。
- 1956年（昭和31年）
  - 3月6日：東京都台東区浅草の妙清寺で、葬儀中に、住吉一家向後初代向後平と大日本興行初代・高橋輝男が拳銃で壮絶な撃ち合いとなり、向後平と高橋輝男並びに大日本興行幹部桑原優などの3人が射殺された。
  - 3月6日の浅草妙清寺抗争事件により西口茂男は服役。
- 1965年（昭和40年）ごろ
  - 向後二代目を継承したのち拠点を芝浦から杉並区高円寺に移した。
- 1991年（平成3年）
  - 2月：西口茂男が住吉連合会会長に就任した後に住吉一家六代目を継承。それに伴い向後二代目代貸の早川守に向後三代目を継承。
  - 西口茂男は住吉連合会の各一家親分との親子血縁盃を行い住吉会と改称。
- 1992年（平成4年）
  - 6月23日：東京都公安委員会から指定暴力団に指定。
- 1995年（平成7年）
  - 7月：極東会と住吉会は親戚となる。
- 1998年（平成10年）
  - 6月：西口茂男は住吉一家六代目総長のまま、住吉会理事長（住吉一家小林会二代目会長）福田晴瞭に住吉会会長を継承した。
- 2002年（平成14年）
  - 1月：住吉会総裁に就任した[1]。
- 2005年（平成17年）
  - 4月：住吉会会長福田晴瞭は、住吉会総裁住吉一家六代目総長 西口茂男の指名により住吉一家七代目を継承したことで、住吉会総裁西口茂男親分の事実上の跡目となった。

　※注　住吉会の親分は西口茂男総裁であり盃直しは行われていない。
- 2017年（平成29年）
  - 9月12日：東京都内の病院で多臓器不全[2]で死去した[3]。88歳[4]。

## 法規命令
- 2012年（平成24年）9月27日、米財務省は、NISHIGUCHI, Shigeoを国外の著しい犯罪組織とその支持者であるとして、国際緊急経済権限法・大統領令13581号に基づき、米国司法権の及ぶ範囲の資産凍結、米国民との取引を禁止させる制裁対象とした[5]。

## 縁戚
甥（妻の姉の息子）に元歌手及び元お笑い芸人の田代まさし。。